# Морган, Джордж
Джордж Мо́рган (англ. George Morgan, 28 июня 1924 — 7 июля 1975) — американский певец в стиле кантри, штамповавший хиты с конца 1940-х по 1970-е годы.
Музыкальный сайт AllMusic называет Джорджа Моргана «великим кантри-крунером в традиции Эдди Арнольда, которого он заменил на Grand Ole Opry в 1948 году».
Его первый хит — «Candy Kisses» — в апреле 1949 года поднялся на 1 место в кантри-чарте «Билборда» и провёл на вершине три недели.
Его дочь Лорри — тоже кантри-певица. Она дебютировла на Grand Ole Opry ещё при его жизни, но добилась успеха уже позже, в конце 1980-х. Джордж Морган умер в июле 1975 года после сердечного приступа. В 1979 годы в чарты попал его посмертный дуэт с дочерью, который назывался «I’m Completely Satisfied with You».
В 1998 году Джордж Морган был включён в Зал славы кантри.

## Дискография
- См. «George Morgan (singer) § Discography» в английском разделе.